# Rudolf Wagner (botánico)
Karl Ludwig Rudolf Wagner ( 1872 - 1938) fue un botánico y micólogo alemán.

## Algunas publicaciones
- 1895. Die Morphologie des Limnanthemum nymphaeoides (L.) Lk. Editor Kaiser-Wilhelms-Universität zu Strassburg, 18 pp. texto en línea

- 1886. Flora Des Lobauer Berges: Nebst Vorarbeiten Zu Einer Flora Der Umgegend Von Lobau. Edición reimpresa de Kessinger Publ. LLC, 2010, 90 pp. ISBN 1168341930

Publicaba sus identificaciones y clasificaciones de nuevas especies, habitualmente en : Annalen des K.K. Naturhistorischen Hofmuseums; Anz. Akad. Wiss. Wien, Math.-Naturwiss. Kl.; Ann. Nat. Hofmus. Viena; Wiener Ill. Gart.-Zeitung; Oesterr. Bot. Z.; Denkschr. Kaiserl. Akad. Wiss., Wien. Math.-Naturwiss. Kl.